# Secutor (gladiator)

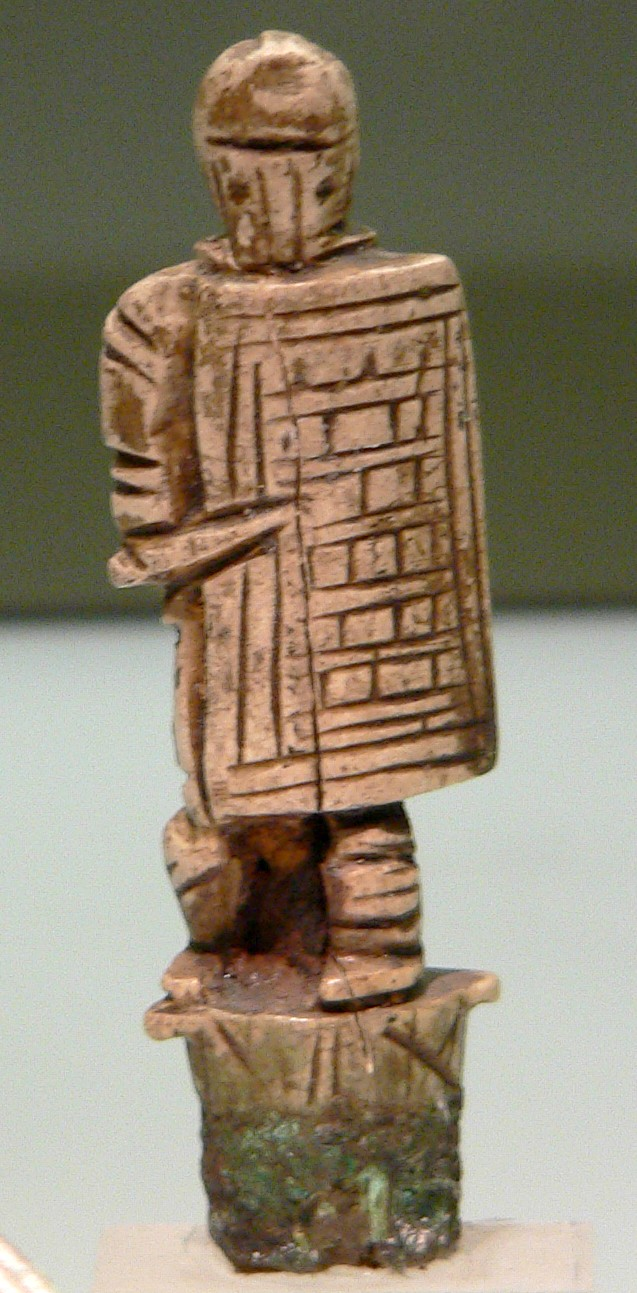
Beeldje van een secutor met een scutum.

Een secutor (mv.: secutores) was een type gladiator gedurende de Romeinse keizertijd.
Hoewel men denkt dat dit type rond 50 n.Chr. opkwam, was de secutor ("achtervolger") meestal met een gladius of een dolk gewapend, zoals een murmillo. De secutor werd speciaal getraind om met een retiarius te vechten, een type gladiator dat een drietand en een net als wapens had, en daarom werd de secutor ook wel contraretiarius genoemd. 

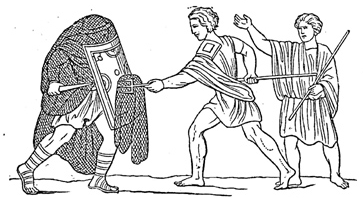
Secutor met retiarius

De opvallende helm van de secutor had slechts twee kleine kijkgaten, om te voorkomen dat de drietand van een retiarius in het gezicht kwam, alsook een afgeronde top, om niet in een net te worden gevangen. Wegens het gewicht van de helm en de geringe ruimte van binnen, moest de secutor vlug zijn, opdat hij niet ten prooi viel aan uitputting of ten gevolge van ademhalingsproblemen flauw zou vallen.
De secutor droeg een lendendoek en een wijde riem (een beetje zoals de retiarius). Aan zijn rechterarm droeg hij een manica (zware linnen windsels die met geknoopte lederen strengen waren omwikkeld) en aan zijn linkerbeen, droeg hij een ocrea (een scheenplaat van gekookt leder of metaal). Hij droeg ook een scutum (een gebogen rechthoekig schild) om zichzelf te beschermen.